# でっけぇ風呂場で待ってます
『でっけぇ風呂場で待ってます』（でっけぇふろばでまってます）は、2021年1月26日（25日深夜）から4月6日（5日深夜）まで火曜 0時59分 - 1時29分（月曜深夜）にて、日本テレビ系深夜ドラマ枠『シンドラ』で放送されたシチュエーション・コメディ形式のテレビドラマ。主演は北山宏光（Kis-My-Ft2）と佐藤勝利（Sexy Zone）。脚本はお笑い芸人のじろう（シソンヌ）、秋山寛貴（ハナコ）、賀屋壮也（かが屋）、水川かたまり（空気階段）が担当し、本人が担当する回にも出演する。。
江戸から150年続く下町の銭湯『鵬（おおとり）の湯』を先代から引き継いだ2人の若者がクセが強く、個性に溢れる常連客が巻き起こす様々なトラブルやハプニングを乗り越えて奮闘するさまを描く。

## キャスト

### 主要人物
松見芯（まつみ しん）
演 - 北山宏光（Kis-My-Ft2）
「鵬の湯」第5代目番頭。
かつては学校や親からも見放される不良だったが人情溢れる熱い男。元漁師で漁船に乗っていたり、借金の取り立て屋をしてた時期も…？
梅ヶ丘龍大（うめがおか りゅうだい）
演 - 佐藤勝利（Sexy Zone）
芯の後輩。
芯のことが大好きで、自分のかっこよさを武器にする"あざとかわいい"系男子な反面、毒舌なのが隠しきれない愛され系後輩。芯のために1年間漁船に乗り銭湯運営費の400万を稼ぎに行った過去も。

### その他
瀧薫（たき かおる）
演 - 長谷川忍（シソンヌ）
自称「永遠のアルバイト」。
端本りほ（はしもと りほ）
演 - 平田敦子
ケンイチの妻。牛乳屋。
端本ケンイチ（はしもと けんいち）
演 - 野間口徹
牛乳屋の主人で、りほの夫。
竹ノ森光太郎（たけのもり こうたろう）
演 - 戸塚純貴
何故か銭湯でいつも震えている男。
まいど様
演 - じろう（シソンヌ）
宅配屋。
鵬護（おおとり まもる）
演 - 吉田鋼太郎
鵬の湯の先代。

#### ゲスト
第2話
たっくん&まいまい
演 - ほしのディスコ・あいなぷぅ（パーパー）
カップルYouTuber。
塹江（ほりえ）
演 - 賀屋壮也（かが屋）
ニート。
第3話
鳥羽（とば）
演 - 岡部大（ハナコ）
小説家。
島村（しまむら）
演 - 菊田竜大（ハナコ）
リサイクル業者。
田辺（たなべ）
演 - 秋山寛貴（ハナコ）
青年。
第4話
マニー
演 - 鈴木もぐら（空気階段）
外国人留学生。
佐々木（ささき）
演 - 水川かたまり（空気階段）
配達員。
第6話
？？？
演 - 吉田靖直（トリプルファイヤー）
KOUGU維新
演 - 大津広次・淡路幸誠（きつね）
第7話
平川（ひらかわ）
演 - 高橋努
梅ヶ丘虎美（うめがおか とらみ）
演 - 片山友希
龍大の姉。

## スタッフ
- 脚本 - じろう（シソンヌ）、秋山寛貴（ハナコ）、賀屋壮也（かが屋）、水川かたまり（空気階段）
- 企画・演出 - 橋本和明
- 演出 - 大場剛、池山喜勇
- 音楽 - 井筒昭雄
- 主題歌 - Sexy Zone「LET'S  MUSIC」（Top J Records / ユニバーサルミュージック）[11]
- 編成企画 - 安島隆、河野雄平
- チーフプロデューサー - 福士睦
- プロデューサー - 大倉寛子、長松谷太郎、石井玲
- 協力プロデューサー - 岡本充史
- 制作プロダクション - AX-ON
- 製作著作 - 日本テレビ、ジェイ・ストーム

## 放送日程
| 話数   | 放送日  | サブタイトル           | 脚本         |
| ------ | ------- | ---------------------- | ------------ |
| 第1話  | 1月26日 | 朝風呂と消えた400万円  | じろう       |
| 第2話  | 2月02日 | 鵬の湯はバズりたい     | 賀屋壮也     |
| 第3話  | 2月16日 | 想い出は片付かない     | 秋山寛貴     |
| 第4話  | 2月23日 | マニー・マイ・ラブ     | 水川かたまり |
| 第5話  | 3月02日 | バレンタインの妖怪     | じろう       |
| 第6話  | 3月09日 | 60秒専門占い師         | 賀屋壮也     |
| 第7話  | 3月16日 | 銭湯の正しい入り方     | 秋山寛貴     |
| 第8話  | 3月22日 | お風呂の神様           | 水川かたまり |
| 第9話  | 3月29日 | 松見の母ちゃんと光石研 | 賀屋壮也     |
| 最終話 | 4月5日  | 鵬の湯の日             | じろう       |

## ネット局
| 放送期間                              | 放送時間                                                  | 放送局         | 対象地域   | 備考   |
| ------------------------------------- | --------------------------------------------------------- | -------------- | ---------- | ------ |
| 2021年1月26日 - 4月6日                | 火曜 0:59 - 1:29（月曜深夜）                              | 日本テレビ     | 関東広域圏 | 製作局 |
|                                       |                                                           | ミヤギテレビ   | 宮城県     |        |
|                                       |                                                           | 静岡第一テレビ | 静岡県     |        |
|                                       |                                                           | 山梨放送       | 山梨県     |        |
| 2021年2月2日 -                        | 火曜 1:29 - 1:59（月曜深夜）                              | 福岡放送       | 福岡県     |        |
| 2021年2月3日 -                        | 水曜 2:04 - 2:34（火曜深夜）                              | 中京テレビ     | 中京広域圏 |        |
| 2021年2月4日 - 4月1日 2021年4月10日 - | 木曜 1:59 - 2:29（水曜深夜） 土曜 2:24 - 2:54（金曜深夜） | 北日本放送     | 富山県     |        |
| 2021年2月11日 -                       | 木曜 1:24 - 1:54（水曜深夜）                              | 青森放送       | 青森県     |        |
| 2021年2月17日 -                       | 水曜 1:34 - 2:04（火曜深夜）                              | 札幌テレビ     | 北海道     |        |
| 2021年2月22日 -                       | 月曜 2:39 - 3:09（日曜深夜）                              | 読売テレビ     | 近畿広域圏 |        |